# برای آمرزش بخوان
«برای آمرزش بخوان» (به انگلیسی: Sing for Absolution) یک تک‌آهنگ از میوز است که در سال ۲۰۰۴ میلادی منتشر شد. این تک‌آهنگ در آلبوم آمرزش (آلبوم) قرار داشت.